# August Neidhart
August Neidhart (* 12. Mai 1867 in Wien, Kaisertum Österreich; † 25. November 1934 in Berlin) war ein österreichischer Autor und Librettist.

## Leben
Neidhart war ein Autor von Volksstücken und Operetten. Er begann seine Karriere im Theater als Souffleur. Zu seinen frühen Werken zählt Das Protektionskind, Schwank (von Alexander Engel und August Neidhart).
Im August 1916 wurde Neidhart von Gustav Charlé als Dramaturg und künstlerischer Berater an die Komische Oper Berlin verpflichtet. Einen Welterfolg erzielte er als Librettist mit der im folgenden Jahr uraufgeführten Operette Schwarzwaldmädel in der Vertonung von Leon Jessel.